# Lucius Numerius Albanus
Lucius Numerius Albanus war ein im 2. Jahrhundert n. Chr. lebender Angehöriger des römischen Ritterstandes (Eques).
Durch eine Inschrift ist belegt, dass Albanus 113 Tribun der Cohors V Vigilum war. Durch zwei Militärdiplome, von denen eines auf den 11. Oktober 127 datiert ist, ist nachgewiesen, dass er von 121/122 bis 127 Präfekt der in Ravenna stationierten römischen Flotte (classis praetoria Ravennas) war; dieser Posten war mit einem Jahreseinkommen von 200.000 Sesterzen verbunden.